# Анклавы турок-киприотов

Этническая карта Кипра 1973 года. Жёлтым отмечены греки, фиолетовым ― турки, красным ― британские военные базы

Анклавы турок-киприотов ― места компактного проживания турецкой общины Кипра, существовавшие в период между этническими столкновениями с греками в первой половине 1960-х и турецким вторжением на Кипр в 1974 году.

## События, предшествующие созданию анклавов
На момент провозглашения независимости Республики Кипр в 1960 году, турецкое меньшинство (18 % населения) было рассеяно (проживало) по всему острову, как в турецких сёлах, так и в смешанных сёлах и больших городах. Конституция Республики Кипр предусматривала участие турок-киприотов в правительстве и право вето для вице-президента страны, пост которого согласно конституции занимал турок. Последнее вызывало трения и часто блокировало деятельность правительства.  
В декабре 1963 года президент Республики Кипр архиепископ Макариос, обвиняя турок-киприотов в подрыве нормального функционирования правительства и государства, предложил несколько поправок к конституции 1960 года, положивших конец представительству турецкой общины в правительстве Кипра и усугублению кризиса в межнациональных отношениях. Природа этого события вызывает споры. Греки утверждают, что турки добровольно отказались участвовать в правлении Республики Кипр, турки же утверждают, что были исключены насильно.
После отклонения поправок к конституции общиной турок-киприотов по острову прокатилась война насилия. От 103 до 109 деревень турок или смешанных деревень подверглись нападениям и от 25 до 30 тысяч турок стали беженцами. По официальным данным, 364 турка-киприота и 174 киприота-грека были убиты. В результате инцидента турки стали жить в обособленных районах. Никосия была разделена «зелёной линией» с размещением войск ВСООНК.

## Ситуация в анклавах
Анклавы были разбросаны по всему острову. Их жители были лишены многих предметов первой необходимости. Ограничения в отношении анклавов начали ослабевать лишь после 1967 года, тогда же многие турки-киприоты начали возвращаться в деревни, которые они покинули в 1963 году. 

### Запрет на товары
Правительство Республики Кипр запретила туркам владеть некоторыми предметами и ввозить эти предметов в анклавы. Ограничения были направлены не только на ограничение вооружённой активности, но и на предотвращение их возвращения к нормальной экономической жизни. Так, изначально были запрещены все виды топлива, включая керосин, (к октябрю 1964 года запрет на керосин был снят). Запрет на бензин и дизельное топливо оставался в силе до этого времени и препятствовал снабжению анклавов продовольствием. Запрет на строительные материалы помешал восстановлению домов, поврежденных в результате боевых действий, а с приближением зимы запрет на шерстяную одежду поставил перемещённых лиц в опасное положение. Ограничение на материалы для палаток воспрепятствовало строительству временных жилищ для перемещенных лиц. По состоянию на 7 октября 1964 года, согласно отчёту Генерального секретаря Организации Объединенных Наций, действовал запрет на ввоз в анклавы аккумуляторов, запчастей для автомобилей, цемента, оружия, радиоприёмников, топлива (в больших количествах), шерстяной одежды (если её можно было использовать в военных целях), телефонов, проволоки (включая колючую проволоку), взрывчатки и т. д.

### Ограничение свободы перемещения
Свобода передвижения для турок-киприотов была ограничена. Полиция, состоявшая из греков, совершила то, что Генеральный секретарь ООН назвал «чрезмерными проверками и обысками и явно ненужными препятствиями», которые вселяли страх в турок, которым приходилось путешествовать по стране. Турки-киприоты подвергались преследованиям со стороны националистически настроенных сотрудников-греков на контрольно-пропускных пунктах, в аэропортах и в правительственных учреждениях. Генеральный секретарь также выразил обеспокоенность по поводу произвольных арестов и задержаний. Полиция ввела ограничения на выезд турок за пределы анклава Северной Никосии. Первоначально передвижение турок-киприотов в Лефке и из неё вообще не разрешалось, ограничение было ослаблено лишь к октябрю 1964 года, когда им было позволено путешествовать на восток, но не на запад в сторону Лимнитиса. Врачам из числа турок также не разрешалось свободно перемещаться по долгу своей работы, греки настаивали на том, чтобы они подвергались досмотру.

### Экономическая ситуация
В период 1963–1974 годов увеличилось экономическое неравенство между двумя общинами. В то время как экономика греческой части острова извлекала выгоду из процветающего сектора туризма и финансов, турки становились всё беднее, а безработица среди них росла. Их анклавы были поставлены под эмбарго греческой администрацией Республики Кипр, торговля между общинами была заблокирована. Из-за ограничений на передвижение большое количество турок были вынуждены оставить свои прежние рабочие места. Беженцы были лишены своих старых источников дохода. В этот период, однако, началась помощь со стороны турецкого правительства: к 1968 году Турция начала давать туркам-киприотам около 8 000 000 фунтов стерлингов в год.

## Список анклавов турок-киприотов
- Коккина (Эренкёй)
- Лимнитис (Ешилырмак)
- Лефка (Лефке)
- Лефкосия-Агырта (Лефкоша-Агырдаг)
- Цатос (Циаос/Сердарлы)
- Галинопорни (Куруова)
- Кофину (Гечиткале)
- Лурожина (Акинджилар)
- Анголеми (Газиверен)
- Пергамос (Беярмуду)

Небольшие анклавы в крупных городах:
- Пафос (Мутталос/Касаба)
- Ларнака (Искеле)
- Фамагуста (Магуса/Суричи)